# Vrčica
Vrčica este o arie protejată (arie specială de conservare — SAC, sit de importanță comunitară — SCI) din Slovenia întinsă pe o suprafață de 4,93 ha, integral pe uscat.

## Localizare
Centrul sitului Vrčica este situat la coordonatele 45°39′07″N 15°07′40″E / 45.652°N 15.1277°E.

## Înființare
Situl Vrčica a fost declarat sit de importanță comunitară în aprilie 2013 pentru a proteja 1 specie de animale. Situl a fost protejat și ca arie specială de conservare în aprilie 2015.

## Biodiversitate
Situată în ecoregiunea continentală, aria protejată nu include niciun habitat protejat.
La baza desemnării sitului se află o specie protejată de  nevertebrate: Austropotamobius torrentium.